# Leopold Altenburg
Leopold Altenburg (* 1971 in Graz) ist ein österreichischer Schauspieler.

## Leben
Leopold Altenburg ist ein Enkel von Clemens Salvator von Österreich-Toskana, der 1931 den Familiennamen Altenburg erhielt, durch Erlass der niederösterreichischen Landesregierung. Gleichzeitig hatte der Chef des vormals kaiserlichen Hauses Habsburg-Lothringen, Otto von Habsburg, den adelsrechtlichen Titel und Namen Graf von Altenburg genehmigt, den er per Handschreiben 1949 in Prinz von Altenburg umwandelte. Leopold Altenburgs Vater war Peter Altenburg (1935–2008), seine Mutter ist Juliane geb. Waldstein-Wartenberg-Forni; Franz Josef Altenburg war sein Onkel.
Von 1991 bis 1995 studierte Leopold Altenburg Schauspiel am Konservatorium der Stadt Wien, zu seinen Lehrerinnen zählte Elfriede Ott. Eine Sprechausbildung absolvierte er bei Adelheid Pillmann, eine Gesangsausbildung bei Carol Byers.
Im Spielfilm Ich gelobe von Wolfgang Murnberger spielte er 1994 die Rolle des Tomschitz, in Tempo von Stefan Ruzowitzky verkörperte er 1996 Jojos Bruder. Nach Auftritten am Wiener Volkstheater und bei den Salzburger Festspielen war er von 1999 bis 2002 Ensemblemitglied am Theaterlabor Bielefeld, wo er unter anderem Macbeth inszenierte und auch die Titelrolle verkörperte. Weitere Stationen waren etwa das Hexenkessel Hoftheater in Berlin und die Berliner Compagnie, das fringe-ensemble in Bonn und die Sommerserenaden in Graz.
Im Dokumentarspielfilm Beziehungsweisen von Calle Overweg, der auf der Berlinale 2012 uraufgeführt wurde, hatte er als Herrmann eine Hauptrolle. 2017 war er in der Episode Drei Engel auf Abwegen der ZDF-Serie Weißblaue Wintergeschichten neben Dieter Fischer und Max Schmidt als Zirkusartist Adalbert Stelzer und in der Quizsendung Spiel für dein Land – Das größte Quiz Europas zu sehen. In der Universum History-Folge Der Verrat des Kaisers über die Sixtus-Affäre verkörperte er 2018 Kaiser Karl I. von Österreich, in der Dokumentation Anton Schmid – Der gute Mensch von Wilna der ORF-Zeitgeschichte-Reihe Menschen & Mächte (2020) spielte er den Widerstandskämpfer Anton Schmid.
Mit Thorsten Wadowski gründete er 1999 das Musikkabarettduo Leopold & Wadowski. Als Krankenhausclown arbeitete er bei den Roten Nasen in Wien und seit 2003 bei den Roten Nasen Deutschland in Berlin und bildet auch Klinikclowns aus.

## Filmografie (Auswahl)
- 1994: Ich gelobe
- 1994: Kampfläufer (Kurzfilm)
- 1996: Tempo
- 1998: Aktenzeichen XY … ungelöst (eine Episode)
- 2004: Warte bis der Arzt kommt (Kurzfilm)
- 2011: Beate Uhse – Das Recht auf Liebe
- 2012: Beziehungsweisen
- 2013: Der Tunnelraub von Berlin
- 2013: Einmal Leben bitte
- 2016: Fucking Berlin
- 2016: Heimatleuchten – Der private Kaiser / Der letzte große Kaiser – kein Schmarrn
- 2017: Weißblaue Wintergeschichten – 3 Engel auf Abwegen
- 2017: Sissi ohne Franz (Kurzfilm)
- 2018: SOKO Wismar – Für die Tonne
- 2018: Universum History – Der Verrat des Kaisers (Dokumentation)
- 2018: Tatort: Vom Himmel hoch
- 2020: Menschen & Mächte – Anton Schmid – Der gute Mensch von Wilna (Dokumentation)
- 2020: Notes of Berlin

## Programme
- 2000: Leopold & Wadowski – Zurück in Muttis Bauch (Musikkabarett)
- 2002: Leopold & Wadowski – Du bist wie Biomüll im Sommer (Musikkabarett)
- 2003: Leopold & Wadowski und die Zartbesaiteten – Jeder Orgasmus geht vorbei (Musikkabarett mit Band)
- ab 2005: Montagsmelange Show mit Gästen moderiert von Leopold & Wadowski
- 2005: Leopold und seine Freunde (Solokabarett)
- 2013: Der stille Zecher (Kabarettistischer Liederabend)
- 2015: Austropold – Schmäh von gestern, Solo mit Geschichten und Austropopsongs[7][8]

## Schriften
- Der Kaiser und sein Sonnenschein. Geschichten meines Großvaters Erzherzog Clemens und meines Vaters Prinz Peter. Wien 2019, ISBN 978-3-99060-110-5.